# 舍爾什尼 (巴爾區)
49°4′14″N 27°36′25″E / 49.07056°N 27.60694°E
舍爾什尼（烏克蘭語：Шершні），是烏克蘭的村落，位於該國西南部文尼察州，由日梅林卡區負責管轄，面積0.58平方公里，海拔高度287米，2001年人口234，居民使用烏克蘭語。